# Miss Costa Rica
 (novembre 2016).

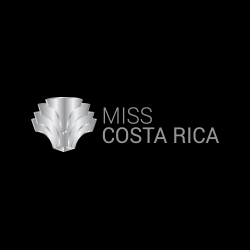
Logo Miss Costa Rica

Miss Costa Rica est un concours de beauté féminine, destiné aux jeunes femmes habitantes et de nationalité costaricaine.
La sélection permet de représenter le pays au concours de Miss Univers.

## Les Miss Costa Rica

### Miss Costa Rica
| 2025 | Mahyla Roth                            | Cahuita          |                          |                 |                                   |  |  |  |
| 2024 | Elena Hidalgo                          | San José         |                          |                 |                                   |  |  |  |
| 2023 | Lisbeth Valverde                       | Alajuela         |                          |                 |                                   |  |  |  |
| 2022 | María Fernanda Rodríguez               | Alajuela         |                          |                 |                                   |  |  |  |
| 2021 | Valeria Rees                           | Heredia          |                          |                 |                                   |  |  |  |
| 2020 | Ivonne Cerdas                          | San José         | Top 10 Miss Univers 2020 |                 |                                   |  |  |  |
| 2019 | Paola Chacón                           | San José         |                          |                 |                                   |  |  |  |
| 2018 | Natalia Carvajal                       | San José         | Top 10 Miss Univers 2018 |                 |                                   |  |  |  |
| 2017 | Elena Correa                           | Heredia          |                          |                 |                                   |  |  |  |
| 2016 | Carolina Rodríguez                     | Alajuela         |                          |                 |                                   |  |  |  |
| 2015 | Brenda Castro                          | Limón            |                          |                 |                                   |  |  |  |
| 2014 | Karina Ramos                           | Heredia          |                          |                 |                                   |  |  |  |
| 2013 | Fabiana Granados                       | Guanacaste       | Top 16 Miss Univers      |                 |                                   |  |  |  |
| 2012 | Nazareth Cascante                      | Alajuela         |                          |                 |                                   |  |  |  |
| 2011 | Johanna Solano                         | Heredia          | Top 10 Miss Univers      |                 |                                   |  |  |  |
| 2010 | Marva Wright Ureña                     | Distrito Capital |                          |                 |                                   |  |  |  |
| 2009 | Jessica María Umaña Solís              | Distrito Capital |                          |                 |                                   |  |  |  |
| 2008 | María Teresa Rodríguez                 | Alajuela         |                          |                 |                                   |  |  |  |
| 2007 | Verónica María González Quesada        | Heredia          |                          |                 |                                   |  |  |  |
| 2006 | Fabriella María Quesada Sequeira       | Puntarenas       |                          |                 | Reina Internacional del Café 2006 |  |  |  |
| 2005 | Johanna Fernández Madrigal             | Valle del Bosque |                          |                 |                                   |  |  |  |
| 2004 | Nancy Soto Martínez                    | Heredia          | Top 10 Miss Univers      |                 |                                   |  |  |  |
| 2003 | Andrea Ovares López                    | San José         |                          |                 |                                   |  |  |  |
| 2002 | Merylin Villalta Castro                | Cartago          |                          |                 |                                   |  |  |  |
| 2001 | Paola Calderón Hütt                    | Guanacaste       |                          |                 |                                   |  |  |  |
| 2000 | Laura Mata Mora                        | San José         |                          |                 |                                   |  |  |  |
| 1999 | Arianna Bolaños Ugalde                 | Guanacaste       |                          |                 |                                   |  |  |  |
| 1998 | Kisha Alvarado Murillo                 | Puntarenas       |                          |                 | Miss Asia Pacific 1998            |  |  |  |
| 1997 | Gabriela Aguilar Chavarría             | Cartago          | 12e Miss Univers         |                 |                                   |  |  |  |
| 1996 | Dafne Zeledón Monge                    | Limón            | 45e Miss Univers         |                 |                                   |  |  |  |
| 1995 | Beatriz Alejandra Alvarado Mejía       | Cartago          | 54e Miss Univers         |                 |                                   |  |  |  |
| 1994 | Jasmín Morales Camacho                 | Limón            | 43e Miss Univers         |                 |                                   |  |  |  |
| 1993 | Catalina Rodríguez Carranza            | San José         | 40e Miss Univers         |                 |                                   |  |  |  |
| 1992 | Jessica Stephanie Manley Fredrich      | Distrito Capital | 60e Miss Univers         |                 |                                   |  |  |  |
| 1991 | Viviana Muñoz Fernández                | Distrito Capital | 34e Miss Univers         |                 |                                   |  |  |  |
| 1990 | Julieta Posla Fuentes                  | Distrito Capital | 14e Miss Univers         |                 |                                   |  |  |  |
| 1989 | Luana Freer Bustamante                 | Distrito Capital |                          |                 |                                   |  |  |  |
| 1988 | Erika María Paoli González             | Heredia          |                          |                 |                                   |  |  |  |
| 1987 | Ana María Bolaños Aguilar              | Alajuela         |                          |                 |                                   |  |  |  |
| 1986 | Aurora Velásquez Arigño                | Limón            |                          |                 |                                   |  |  |  |
| 1985 | Rosibel Chacón Pereira                 | Puntarenas       |                          |                 |                                   |  |  |  |
| 1984 | Silvia Portilla Vásquez                | Guanacaste       |                          |                 |                                   |  |  |  |
| 1983 | María Gabriela Pozuela Castro          | Cartago          |                          |                 |                                   |  |  |  |
| 1982 | Lilliana Corella Espinoza              | Heredia          |                          |                 |                                   |  |  |  |
| 1981 | Rosa Inés Solís Vargas                 | San José         |                          |                 |                                   |  |  |  |
| 1980 | Bárbara Bonilla Herrero                | Distrito Capital |                          |                 |                                   |  |  |  |
| 1979 | Carla Facio Franco                     | Guanacaste       |                          |                 |                                   |  |  |  |
| 1978 | Maribel Fernández García               | San José         |                          | Miss Photogenic |                                   |  |  |  |
| 1977 | Claudia María Garnier Arias            | Puntarenas       |                          |                 |                                   |  |  |  |
| 1976 | Silvia Jiménez Pacheco                 | Limón            |                          |                 |                                   |  |  |  |
| 1975 | María de los Angeles Picado González   | Alajuela         |                          |                 |                                   |  |  |  |
| 1974 | Jeannette Rebeca Montagné              | Limón            |                          |                 |                                   |  |  |  |
| 1973 | María del Rosario (Rossy) Mora Badilla | Alajuela         |                          |                 |                                   |  |  |  |
| 1972 | Victoria Eugenia (Vicky) Ross González | San José         |                          |                 |                                   |  |  |  |
| 1971 | Rosa María Rivera                      | San José         |                          |                 |                                   |  |  |  |
| 1970 | Lilliam Berrocal                       | Cartago          |                          |                 |                                   |  |  |  |
| 1969 | Clara Freda Antillón                   | Distrito Capital |                          |                 |                                   |  |  |  |
| 1968 | Ana María Rivera                       | Distrito Capital |                          |                 |                                   |  |  |  |
| 1967 | Rosa María Fernández                   | Guanacaste       |                          |                 |                                   |  |  |  |
| 1966 | María Virginia Oreamuno                | Cartago          |                          |                 |                                   |  |  |  |
| 1965 | Mercedes Pinagal                       | Guanacaste       |                          |                 |                                   |  |  |  |
| 1964 | Dora Solé Gómez                        | San José         |                          |                 |                                   |  |  |  |
| 1963 | Sandra Chrysopulos Morúa               | San José         |                          |                 |                                   |  |  |  |
| 1962 | Helvetia Albónico                      | Heredia          |                          |                 | liminary scores                   |  |  |  |
| 1960 | Leila Rodríguez                        | San José         |                          |                 |                                   |  |  |  |
| 1959 | Sonia Monturiol                        | Heredia          |                          |                 |                                   |  |  |  |
| 1958 | Eugenia María Valverde Guardia         | Guanacaste       |                          |                 |                                   |  |  |  |
| 1957 | Sonia Cristina Icaza                   | San José         |                          |                 |                                   |  |  |  |
| 1956 | Anabella Granados                      | Heredia          |                          |                 |                                   |  |  |  |
| 1955 | Clemencia Martínez de Montis           | Distrito Capital |                          |                 |                                   |  |  |  |
| 1954 | Marían Esquivel McKeown                | San José         | Top 15 Miss Univers      |                 |                                   |  |  |  |

## International

### Pour Miss Monde
Depuis 2006, la première dauphine est représentante à Miss Monde.
| Année | Runner-Up                              | Represented      | Miss World Placement     | Award                  | International Titles   |
| ----- | -------------------------------------- | ---------------- | ------------------------ | ---------------------- | ---------------------- |
| 1965  | Marta Eugenia Escalante Fernández      | Puntarenas       | Top 16 semifinalist      |                        |                        |
| 1966  | Sonia Mora                             | Heredia          |                          |                        |                        |
| 1967  | Marjorie Furniss                       | Limón            |                          |                        |                        |
| 1968  | Patricia Diers                         | Limón            |                          |                        |                        |
| 1969  | Damaris Ureña                          | Guanacaste       |                          |                        |                        |
| 1972  | Victoria Eugenia (Vicky) Ross González | San José         |                          |                        |                        |
| 1974  | Rose Marie Leprade Coto                | Guanacaste       |                          |                        |                        |
| 1975  | María Mayela Bolaños Ugalde            | Distrito Capital |                          |                        |                        |
| 1976  | Ligia María Ramos Quesada              | Distrito Capital |                          |                        |                        |
| 1977  | Carmen María Núñez Benavides           | Distrito Capital |                          |                        |                        |
| 1978  | Maribel Fernández García               | San José         | Top 15 semifinalist (en) |                        |                        |
| 1979  | Maríanela Brealey Mora                 | Heredia          |                          |                        |                        |
| 1980  | Marie Claire Tracy Coll                | Guanacaste       |                          |                        |                        |
| 1981  | Sucetty Salas Quintanilla              | Puntarenas       |                          |                        |                        |
| 1982  | Maureen Jiménez Solano                 | Distrito Capital |                          |                        |                        |
| 1983  | María Meléndez Herrera                 | Distrito Capital |                          |                        |                        |
| 1984  | Catalina María Blum Peña               | Distrito Capital |                          |                        |                        |
| 1985  | Maríanela Herrera Marín                | Distrito Capital |                          |                        |                        |
| 1986  | Ana Lorena González García             | San José         | Top 15 semifinalist (en) |                        |                        |
| 1987  | Alexandra Eugenia Martínez Fuentes     | Puntarenas       |                          |                        |                        |
| 1988  | Virginia Steinvort                     | Alajuela         |                          |                        |                        |
| 1989  | María Antonieta Sáenz Vargas           | Limón            |                          |                        |                        |
| 1990  | Andrea Murillo Fallas                  | Alajuela         |                          |                        |                        |
| 1991  | Eugenie Jiménez Pacheco                | Heredia          |                          |                        |                        |
| 1992  | Marisol Soto Alarcón                   | San José         |                          |                        |                        |
| 1993  | Laura Odio Salas                       | Distrito Capital |                          |                        |                        |
| 1994  | Silvia Ester Muñoz Mata                | Distrito Capital |                          |                        |                        |
| 1995  | Shasling Navarro Aguilar               | San José         |                          |                        |                        |
| 1996  | Natalia Carvajal Lorenzo               | Cartago          |                          |                        |                        |
| 1997  | Rebeca Escalante Trejos                | San José         |                          |                        |                        |
| 1998  | María Luisa Ureña Salazar              | Distrito Capital |                          |                        |                        |
| 1999  | Fiorella Martínez Martínez             | Heredia          |                          |                        |                        |
| 2000  | Cristine de Mezerville Ferreto         | Heredia          |                          |                        |                        |
| 2001  | Piarella Peralta Rodríguez             | Limón            |                          | Miss World Scholarship |                        |
| 2003  | Shirley Alvárez Sandoval               | Guanacaste       |                          |                        |                        |
| 2004  | Shirley Calvo Jiménez                  | San José         |                          |                        |                        |
| 2005  | Leonora Jiménez Monge                  | Alajuela         |                          |                        | Miss Asia Pacific 2005 |
| 2006  | Bélgica Arias Palomo                   | Guanacaste       |                          |                        |                        |

      Semifinalist
| Année | Delegate                         | Represented         | Miss World Placement | Award | International Titles |
| ----- | -------------------------------- | ------------------- | -------------------- | ----- | -------------------- |
| 2007  | Wendy del Carmen Cordero Sánchez | Cartago             |                      |       |                      |
| 2008  | María Amalia Matamoros Solis     | San Juan de Naranjo |                      |       |                      |
| 2009  | Angie Catalina Alfaro Loria      | Alajuela            |                      |       |                      |
| 2010  | Dayana Aguilera Sequeira         | Alajuela            |                      |       |                      |
| 2011  | Paola Chaverri                   | Heredia             |                      |       |                      |

### Pour Miss International
| Année | Runner-Up                          | Represented      | Miss International Placement | Award                      | International Titles |
| ----- | ---------------------------------- | ---------------- | ---------------------------- | -------------------------- | -------------------- |
| 1965  | Ana Koberg                         | Limón            |                              |                            |                      |
| 1968  | Ana María Rivera                   | Distrito Capital |                              |                            |                      |
| 1969  | Sonia Kohkemper                    | Cartago          |                              |                            |                      |
| 1970  | Haydée Brenes                      | Puntarenas       | Top 15 semifinaliste (en)    |                            |                      |
| 1972  | Isabel Amador                      | San José         |                              |                            |                      |
| 1974  | Ilse Marie Von Herold              | Heredia          |                              |                            |                      |
| 1975  | María Lidieth Mora Badilla         | Cartago          |                              |                            |                      |
| 1976  | Maritza Elizabeth Ortiz Calvo      | Cartago          |                              |                            |                      |
| 1977  | Hannia Chavarria Córdoba           | Alajuela         |                              |                            |                      |
| 1978  | Marlene Lourdes Amador Barrenechea | Guanacaste       |                              |                            |                      |
| 1979  | María Lorena Acuña Karpinski       | San José         |                              |                            |                      |
| 1980  | Lorna Marlene Chávez Mata          | Distrito Capital | Miss International 1980      | Best National Costume (en) |                      |
| 1981  | Trylce Jirón García                | Limón            |                              |                            |                      |
| 1982  | Sigrid Lizano Mejía                | Heredia          |                              |                            |                      |
| 1983  | Gidget Sandoval Herrera            | San José         | Miss International 1983      |                            |                      |
| 1984  | Mónica Zamora Velasco              | Puntarenas       |                              |                            |                      |
| 1985  | Maríanela Herrera Marín            | Distrito Capital |                              |                            |                      |
| 1986  | Ana Lorena González García         | San José         |                              |                            |                      |
| 1987  | Alexandra Eugenia Martínez Fuentes | Puntarenas       |                              |                            |                      |
| 1988  | Erika María Paoli González         | Limón            | Top 15 semifinaliste (en)    |                            |                      |
| 1989  | María Antonieta Sáenz Vargas       | Limón            |                              |                            |                      |
| 1990  | Andrea Murillo Fallas              | Alajuela         |                              |                            |                      |
| 1991  | Eugenie Jiménez Pacheco            | Heredia          |                              |                            |                      |
| 1992  | Marisol Soto Alarcón               | San José         |                              |                            |                      |
| 1993  | Laura Odio Salas                   | Distrito Capital |                              |                            |                      |
| 1994  | Silvia Ester Muñoz Mata            | Distrito Capital |                              |                            |                      |

      Winner
      Semifinalist
| Année | Delegate                     | Represented      | Miss International Placement | Award | International Titles |
| ----- | ---------------------------- | ---------------- | ---------------------------- | ----- | -------------------- |
| 2003  | Merilyn Villalta Castro      | Distrito Capital |                              |       |                      |
| 2004  | Tatiana Vargas Cruz          | Alajuela         |                              |       |                      |
| 2007  | Ibis Leonela Paniagua Viales | Guanacaste       |                              |       |                      |
| 2010  | Mariela Aparicio Alfaro      | San José         | Top 15 semifinalist (en)     |       |                      |
| 2011  | María Fernanda Arias         | Alajuela         |                              |       |                      |

## Gagnante par province
| Represented      | #  | Années                                                     |
| ---------------- | -- | ---------------------------------------------------------- |
| Distrito Capital | 10 | 1955, 1968, 1969, 1980, 1989, 1990, 1991, 1992, 2009, 2010 |
| San José         | 10 | 1954, 1957, 1960, 1963, 1971, 1978, 1981, 1993, 2000, 2003 |
| Heredia          | 7  | 1956, 1959, 1962, 1982, 1988, 2007, 2011                   |
| Cartago          | 7  | 1966, 1970, 1972, 1983, 1995, 1997, 2002                   |
| Guanacaste       | 7  | 1958, 1965, 1967, 1979, 1984, 1999, 2001                   |
| Limón            | 6  | 1974, 1976, 1986, 1994, 1996, 2004                         |
| Alajuela         | 5  | 1973, 1975, 1987, 2008, 2012                               |
| Puntarenas       | 5  | 1977, 1985, 1998, 2006                                     |
| Valle del Bosque | 1  | 2005                                                       |